# サスティな!〜こんなとこにもSDGs〜
『サスティな!〜こんなとこにもSDGs〜』（サスティな!〜こんなとこにもエスディージーズ〜）は、フジテレビ系列で2022年4月2日から2025年3月29日まで放送されていた教養バラエティ番組。

## 概要
2022年春の改編でライオンのグータッチの後番組としてスタートした教養バラエティ番組である。
持続可能な開発目標、いわゆるSDGsは、2020年代の若者世代、いわゆる「Z世代」にとって、それなりのアレンジを加えるなど身近な存在にある。そこで、この番組ではZ世代の代表である神尾楓珠に、人生の先輩である倉科カナ・SHELLYの2人から、全国各地で行われているSDGsの取り組みを取材したVTRを見ながらレクチャーを受けるという「楽しく学べるSDGs情報バラエティー番組」としている。
2022年9月10日放送分からスタジオセットがリニューアルされた。
スタジオ収録は1日で4本撮りで行なわれる。
2024年度は日産自動車がスポンサーを降板したため、「全国津々浦々!サスティな百景」が終了。
2025年春改編をもって当番組の放送が終了することが明らかになった。後番組は前座番組である「土曜はナニする!?」を30分拡大となる。なお4月以降はこの枠はローカルセールス枠に転換されるため、前番組「ライオンのグータッチ」から9年間続いたネットワークセールス枠は本番組を持って幕を下ろした。

## 出演者

### MC
- 倉科カナ
- SHELLY（2022年10月29日放送・第31回を以って産休により一時降板しているが、12月31日放送分はエンディング直前に電話で出演した。2023年1月28日放送分から3か月ぶりに復帰した。）
- 神尾楓珠（2023年1月7日放送分からは体調不良で一時出演を休止していたが、2023年4月22日放送分から復帰した。）

### MCの代役について
- 2022年4月30日放送分・5月7日放送分は神尾が4月12日に新型コロナウイルスに感染した為に欠席し、代役は置かず倉科とSHELLYの2人体制で放送した。神尾は5月14日放送分から復帰した。
- 上記の通り、SHELLYは2022年10月29日放送分を以って産休に入ることになり、11月5日放送分から12月10日放送分までは王林と芝が交代でスペシャルMCを務めた。12月17日放送分から12月31日放送分まではサーヤがスペシャルMCを務めた。
- 2023年1月7日放送分からは産休中のSHELLY、体調不良で不在の神尾に代わって、小森と村重（村重はレポーターとして1度出演済み）がスペシャルMCを担当する事になった。2023年1月21日放送分で村重が降板し、3月4日放送分で小森が降板した。3月11日放送分からは体調不良で不在の神尾に代わって平子がスペシャルMCを担当し、3月25日放送分で降板した。4月1,8,15日は代役無しで女性二人だけで進行した。2023年11月4日放送分・2023年11月11日放送分は倉科が仕事の都合で不在の為、小森が8カ月ぶりにスペシャルMCを担当する事になった。通常の席順は神尾・倉科・SHELLYだが、この放送期間のみ、席順が神尾・SHELLY・小森の順に変更された。

レポーター　
- バンダリ亜砂也
- でぃばば
- 池田航
- 村松健太
- BALLISTIK BOYZ from EXILE TRIBE
  - 砂田将宏
  - 加納嘉将
- ゆうたろう
- GOW
- RUU
- EXILE／FANTASTICS from EXILE TRIBE
  - 世界
  - 中島颯太
  - 瀬口黎弥
  - 木村慧人
  - 佐藤大樹
  - 澤本夏輝
  - 堀夏喜
- もーりー兄弟
  - もーりー
  - しゅーと
- GENERATIONS from EXILE TRIBE
  - 中務裕太
  - 佐野玲於
  - 小森隼 [注釈 4]
  - 数原龍友
- 中町綾（インフルエンサー）
- OCTPATH　
  - 栗田航兵
  - 四谷真佑
- HIMAWARIちゃんねる（家族ユーチューバー）
  - 父
  - 母
  - まーちゃん
  - おーちゃん
  - ひろぴ
  - 姉
- THE RAMPAGE from EXILE TRIBE
  - RIKU
  - 神谷健太
  - 龍
  - 後藤拓磨
  - 山本彰吾
- BOYS AND MEN（東海地方を扱った回に出演）
  - 田村侑久
  - 本田剛文
  - 辻本達規
- 高橋ユウ・卜部弘嵩夫妻
- ヴァンゆん（ユーチューバー）
  - ヴァンビ
  - ゆん
- OWV
  - 本田康祐
  - 浦野秀太
  - 佐野文哉
- ミチ（よしあきミチ インフルエンサー）
- マーティン（インフルエンサー）
- 矢吹奈子（HKT48）
- 村重杏奈 [注釈 5]
- INI
  - 池﨑理人
  - 松田迅
  - 後藤威尊
  - 許豊凡
  - 髙塚大夢
- 須田亜香里
- 北野日奈子
- 西山茉希
- 西野未姫
- モグライダー [注釈 6]
- パパラピーズ（ユーチューバー）
- ノッチ・佐藤友美夫妻
- 国本梨紗
- ゆうちゃみ・ゆいちゃみ姉妹
- もも
- からし蓮根
- JO1
  - 大平祥生
  - 木全翔也
  - 河野純喜
  - 鶴房汐恩
  - 川西拓実
  - 金城碧海
- 野々村友紀子・川谷修士（2丁拳銃）ファミリー
- 男性ブランコ
- 太田博久（ジャングルポケット）・近藤千尋夫妻
- 超特急
  - アロハ
  - マサヒロ
  - リョウガ
  - ユーキ
  - タカシ
  - カイ
  - シューヤ
- マシンガンズ
- 森香澄
- 本田望結・本田紗来姉妹
- 萩原利久
- JOY・わたなべ麻衣夫妻
- ハシヤスメ・アツコ
- 松平璃子
- 綱啓永
- 本並健治・丸山桂里奈夫妻
- 日向坂46
  - 河田陽菜
  - 上村ひなの
- 山口もえ
- ギャル曽根
- 新内眞衣
- 松村沙友理
- 小倉優子
- ネルソンズ
- BALLISTIK BOYZ from EXILE TRIBE
  - 砂田将宏
  - 日髙竜太
  - 加納嘉将
- ママタルト
- キンタロー。
- タイムマシーン3号
- 天野浩成・雛形あきこ夫妻
- 原口あきまさファミリー
- M!LK
  - 吉田仁人
  - 曽野舜太
  - 塩﨑太智
- 三浦獠太
- 中西茂樹（なすなかにし）・高田紗千子（梅小鉢）夫妻
- ぱーてぃーちゃん
  - 金子きょんちぃ
  - すがちゃん最高No.1
- 完熟フレッシュ

#### サスティな百景担当
- STU48（中四国地方を扱った回に出演）
  - 石田千穂
  - 今村美月
  - 谷口茉妃菜
- NGT48（新潟県を扱った回に出演）
  - 杉本萌
  - 鈴木凛々花
- 柴崎岳（サッカー日本代表、2022 FIFAワールドカップカタール大会のCX系テレビ中継とのコラボレーション）
- 野田心優
- ケイナ
- 小寺真理
- 古川杏
- 金原早苗
- 髙田真希（バスケットボール女子日本代表）
- 井口綾子

FNS加盟各局のアナウンサー
- 石野智子（北海道文化放送）
- 高橋礼子（岩手めんこいテレビ）
- 高橋咲良（仙台放送）
- 伊藤瞳（仙台放送）
- 重松沙恵（さくらんぼテレビ）
- 菅原清か（さくらんぼテレビ）
- 菅家ひかる（福島テレビ）
- 高濱優生乃（新潟総合テレビ）
- 渡邊渚（フジテレビ）
- 小室瑛莉子（フジテレビ）
- 杉原千尋（フジテレビ）
- 三田友梨佳（フジテレビ）
- 岸本理沙（フジテレビ）
- 竹俣紅（フジテレビ）
- 小山内鈴奈（フジテレビ）
- 内田嶺衣奈（フジテレビ）
- 佐久間みなみ（フジテレビ）
- 海老原優香（フジテレビ）
- 小澤陽子（フジテレビ）
- 宮澤智（フジテレビ）
- 原田葵（フジテレビ）
- 斉藤舞子（フジテレビ）
- 竹内友佳（フジテレビ）
- 藤本万梨乃（フジテレビ）
- 椿原慶子（フジテレビ）
- 鈴木唯（フジテレビ）
- 松村未央（フジテレビ）
- 高崎春（フジテレビ）
- 宮本真綾（フジテレビ）
- 毛織華澄（長野放送）
- 吉岡麗（長野放送）
- 大森万梨乃（テレビ静岡）
- 室伏真璃（テレビ静岡）
- 向山侑希（石川テレビ）
- 今野真帆（福井テレビ）
- 原渕由布奈（福井テレビ）
- 田辺真南葉（福井テレビ）
- 速水里彩（東海テレビ）
- 浦口史帆（東海テレビ）
- 国生千代（東海テレビ）
- 杉本なつみ（関西テレビ）
- 藤本景子（関西テレビ）
- 山下桃（TSKさんいん中央テレビ）
- 梶谷羽奈（テレビ新広島）
- 河野行恵（テレビ新広島）
- 鈴木瑠梨（テレビ愛媛）
- 正木麻由（高知さんさんテレビ）
- 川辺世里奈（高知さんさんテレビ）
- 佐藤有里香（テレビ西日本）
- 高木晴菜（テレビ西日本）
- 中村葉月（テレビ長崎）
- 本田舞（テレビ長崎）
- 仲野香穂（テレビ熊本）

## 過去の出演者

### スペシャルMC
- 王林（2022年11月5日放送分 - 12月3日放送分、2023年2月4日放送分）[注釈 7][3][注釈 8]
- 芝大輔（モグライダー）（2022年11月19日放送分 - 12月10日放送分）[注釈 7][3]
- サーヤ（ラランド）（2022年12月17日放送分 - 31日放送分）[注釈 7]
- 村重杏奈（2023年1月7日放送分 - 21日放送分）
- 平子祐希（アルコ&ピース）（2023年3月11日放送分 - 25日放送分）
- 小森隼（GENERATIONS from EXILE TRIBE）（2023年1月7日放送分 - 3月4日放送分、2023年11月4日放送分 - 2023年11月11日放送分）[注釈 9]

## 番組構成
- メイン特集
- 〇〇さんの休日 - 芸能人・著名人のプライベートでのSDGsへ向けた取り組みを取材したもので、VTRゲストは2ｰ3週間連続して出演している。
- サスティな百景 - 全国各地のSDGsに取り組む自治体や学校・企業・団体などを取材したVTRレポート
- その他、コーナーではないが、協賛スポンサーの1社・日産自動車と当番組がコラボレーションしたインフォマーシャルが放送されており、各クールごとにMC3人がそれぞれ交代で担当している。
  - 2022年4 - 6月期：SHELLY
  - 同7 - 9月期：神尾楓珠
  - 同10 - 12月期・2023年1 - 3月期：倉科カナ

## テーマソング
- meiyo「レインボー!」(2022年4月2日 - 2023年3月25日)
- ぜったくん「人間」(2023年4月1日 - 2024年3月30日)
- Furui Riho「LOA」（2024年4月6日 - ）

## エピソードリスト

### 2022年
| 回 | 初回放送日 | テーマ | レポーター           | SDGsにおけるゴール番号・テーマ                                                                                           |
| -- | ---------- | --- | -------------------- | --- |
| 1  | 4月2日     | - 倉科カナ&SHELLY&神尾楓珠MCの新番組! お得で楽しいSDGs情報が続々! - 渋谷&原宿で話題のスポットをロケ初挑戦コンビが紹介! - 高橋メアリージュンの休日                                | パンダリ、でぃばば   | （12）つくる責任 つかう責任                                                                                              |
| 2  | 4月9日     | - 倉科カナ&SHELLY&神尾楓珠も興奮! みんな大好き、ダイソーの新店舗を特集! 店長が自腹でも買いたい激オシのアイテムが続々! - 高橋メアリージュンの休日                                 | 池田、村松           | （12）つくる責任 つかう責任                                                                                              |
| 3  | 4月16日    | - 日本にいながら海外気分を味わえる! 福岡県の新名所を迷コンビが探索! - 絶品グルメ&シャッター街から復活を果たしたある仕掛けに倉科&SHELLY&楓珠も仰天                                | バンダリ、でぃばば   | （8）働き甲斐も経済成長も                                                                                                |
| 4  | 4月23日    | - GWに絶対行きたい! 千葉で今注目の観光スポットを紹介! 学校に泊まれる? 大人気「道の駅」に神尾楓珠大興奮! - 本州で唯一! 超新鮮濃厚チーズに倉科カナも感動!                          | 砂田、加納           | （2）飢餓をゼロに （8）働き甲斐も経済成長も （11）住み続けられる街づくりを                                               |
| 5  | 4月30日    | - 人気ブランドのアイテムが衝撃価格で手に入る! お財布にも地球にも優しい激安ショップ特集! 驚異の割引率にはある秘密が - 馬への愛が爆発! 女優・黒谷友香の休日                        | バンダリ、でぃばば   | （8）働き甲斐も経済成長も                                                                                                |
| 6  | 5月7日     | - 一家に1台欲しくなる、サスティナブル家電特集! - 省エネだけじゃない! 最新の生ごみ処理機&簡単保存でフードロス対策! ARを使った新機能に倉科カナも大興奮! （VTRゲスト：黒谷友香）    | GOW、RUU             | （12）つくる責任 つかう責任                                                                                              |
| 7  | 5月14日    | - 解体されるはずだった団地が一転、人気スポットに! 日本初? の団地アクティビティーに神尾楓珠も仰天! - 居間で作る絶品ドリンクに倉科カナ&SHELLY大興奮! （VTRゲスト：黒谷友香）       | バンダリ、でぃばば   | （8）働き甲斐も経済成長も （11）住み続けられる街づくりを                                                                 |
| 8  | 5月21日    | - 最高のバスタイムを演出! 大人気ブランド・LUSHを大特集! - この夏激オシのアイテムが続々&超貴重! 製造工場に潜入! まるでスイーツ? 驚きの製造工程に大興奮                            | GOW、RUU、ゆうたろう | （12）つくる責任 つかう責任                                                                                              |
| 9  | 5月28日    | - 美味しいのはもちろん! リーズナブルで地球に優しいミシュラングルメを大特集! - テイクアウトにフルコースに食べ放題! 放送後すぐに行きたくなる注目店舗が続々!                        | バンダリ、でぃばば   | （2）飢餓をゼロに （12）つくる責任 つかう責任                                                                            |
| 10 | 6月4日     | - オシャレで長く使える! 今大注目の3COINSを特集! - 店員歴17年のスリコオタクが激推しする便利アイテムが続々! その魅力にFANTASTICSも大興奮!                                          | 世界、中島           | （12）つくる責任 つかう責任                                                                                              |
| 11 | 6月11日    | - 京都の最先端サスティなスポットへ! マーケットで発見！フードロス対策で生まれた（秘）フルーツに倉科カナ感動! - レストランにホテルも…1日楽しめる巨大ビルを探索                     | バンダリ、でぃばば   | （2）飢餓をゼロに （12）つくる責任 つかう責任                                                                            |
| 12 | 6月18日    | - 女優・滝沢沙織のサスティな! な休日に密着! 商業施設の屋上に農園が!? 今すぐできる畑作ライフのススメ&大海原で鯛を釣る! - 神尾楓珠がガーデニング初体験!                            | （なし）             | （14）海の豊かさを守ろう （15）陸の豊かさも守ろう                                                                        |
| 13 | 6月25日    | - じめじめした梅雨にオススメ! 最新銭湯&サウナ特集! - 余った食材を全て〇〇に…リラックス効果抜群のサスティな風呂! 日本初女性専用個室サウナに倉科カナ大興奮 （VTRゲスト：滝沢沙織） | もーりー、しゅーと   | （12）つくる責任 つかう責任                                                                                              |
| 14 | 7月2日     | - 初夏の鎌倉でGENERATIONSがサスティナブルな旅を満喫! - 大量発生中のあるモノを解決する（秘）グルメ&小町通りで絶品チョコ発見＆予約殺到の体験施設も!                                | 中務、佐野（玲）     | （12）つくる責任 つかう責任                                                                                              |
| 15 | 7月9日     | - サスティナブル先進県・滋賀で自然を満喫! 森林を生かした（秘）アクティビティにバンダリ&でぃばば絶叫! - 琵琶湖で珍グルメ&大人気スイーツのある部分に大行列が!                      | バンダリ、でぃばば   | （2）飢餓をゼロに （12）つくる責任 つかう責任 （15）陸の豊かさを守ろう                                                   |
| 16 | 7月16日    | - 佐原でタイムスリップ旅! 街全体がホテルに!? 極上の癒し空間に倉科カナ感動! - 江戸時代から続く和菓子屋のサスティなスイーツ&（秘）体験                                             | 栗田、四谷           | （2）飢餓をゼロに （11）住み続けられる街づくりを                                                                         |
| 17 | 7月23日    | - 奥多摩の自然で遊ぶサスティナブルツーリズムを大特集! - 体一つで川を下る! 天然のジャンプ台&スライダーに大はしゃぎ! 世界に誇る絶品わさび＆爽快サイクリング                        | バンダリ、でぃばば   | （8）働き甲斐も 経済成長も （9）産業と技術革新の基盤をつくろう （11）住み続けられるまちづくりを （15）陸の豊かさも守ろう |
| 18 | 7月30日    | - 今話題沸騰中の伝統工芸からメタバースまで! 夏休みの自由研究にピッタリのワークショップを大特集! - 地球を救うオブジェ作りに倉科カナ&神尾楓珠が大苦戦!?                            | HIMAWARIちゃんねる   | （12）つくる責任 つかう責任 （14）海の豊かさを守ろう （15）陸の豊かさも守ろう                                            |
| 19 | 8月6日     | - 絶品! 夏グルメツアー! 行列ができる人気とんかつ店&1日限定15食! （秘）かき氷にスタジオ大興奮! - カレーに冷麺も! FANTASTICS大暴走で倉科カナ困惑?                                  | 瀬口、中島           | （2）飢餓をゼロに （12）つくる責任 つかう責任                                                                            |
| 20 | 8月13日    | - 夏の伊勢志摩を巡るサスティな体験ツアー! 地球に優しいアクティビティにボイメン絶叫! - 海女体験で大奮闘&絶品牡蠣料理に舌鼓! 伊勢神宮周辺で（秘）スイーツを発見                    | 田村、本田（剛）     | （2）飢餓をゼロに （14）海の豊かさを守ろう                                                                               |
| 21 | 8月20日    | - 夏の疲れを解消! 今注目の健康改善&癒やしスポットを特集! - ジムに謎のジャングルが…運動しながらサスティな体験&ふれあうだけで癒される可愛い動物が続々登場                          | バンダリ、でぃばば   | （15）陸の豊かさも守ろう                                                                                                 |
| 22 | 8月27日    | - MCロケSP前半戦! - 倉科カナ&神尾楓珠がサスティな食材を求め、道の駅&自然の中で初リポート! - SHELLYから（秘）指令! 関東一の絶叫アクティビティに挑戦!                              | MC3人、でぃばば、GOW | （2）飢餓をゼロに （12）つくる責任 つかう責任 （15）陸の豊かさも守ろう                                                   |
| 23 | 9月3日     | - MCロケSP後半戦! - ついに3人が揃い、サスティな食材でBBQ開始! 食材を無駄にしない（秘）レシピが続々! - 花火に恐怖体験も…サスティナブル満載の夏休みを体験                          | MC3人、でぃばば、GOW | （2）飢餓をゼロに （12）つくる責任 つかう責任 （15）陸の豊かさも守ろう                                                   |
| 24 | 9月10日    | - 芸術の秋! SDGsアートの世界をご案内! - ガーナに捨てられた電子廃棄物で作品を作り、スラムを救うアーティスト・長坂真護を特集! 壮大な想いにスタジオも感動                           | バンダリ、でぃばば   | （12）つくる責任 つかう責任                                                                                              |
| 25 | 9月17日    | - SDGsが進む北欧に学ぶサスティな飯能ツアー! - サウナにBBQにアクティビティに…FANTASTICS大興奮! - 年間100万人以上来場! 大人気テーマパーク                                          | 堀、木村             | （15）陸の豊かさも守ろう                                                                                                 |
| 26 | 9月24日    | - コアラにキリンにゴリラ…絶滅危惧種から環境問題を学ぶサスティな動物園ツアー! - 飼育種数日本一! 東山動植物園のユニークな取り組みとは? 珍行動にボイメン大爆笑                      | 田村、本田（剛）     | （15）陸の豊かさも守ろう                                                                                                 |
| 27 | 10月1日    | - 環境への優しさや持続可能性から注目を集める伝統工芸品! - その技術&文化を後世に繋げようと奮闘する浅草の職人たちを訪問! - もはや芸術品…進化した飴細工に感動                       | RIKU、神谷           | （9）産業と技術革新の基盤をつくろう                                                                                      |
| 28 | 10月8日    | - 近年、観光客が急増中! 淡路島の人気の秘密に迫る! - 森に浮く謎の巨大施設で（秘）体験! - 全国各地のあまりモノが人気スイーツに!? 学食で争奪戦…高校の昼休みに潜入                   | バンダリ、でぃばば   | （2）飢餓をゼロに （12）つくる責任 つかう責任 （14）海の豊かさを守ろう （15）陸の豊かさも守ろう                          |
| 29 | 10月15日   | - 家族と一緒に旅するように働く、新時代の仕事スタイル「ワーケーション」を、仲良し夫婦が初リポート! - その土地のグルメ&アクティビティーを堪能! （秘）職業体験も                    | 高橋（ユ）・卜部夫妻 | （8）働き甲斐も経済成長も （9）産業と技術革新の基盤をつくろう （11）住み続けられる街づくりを                             |
| 30 | 10月22日   | - 再開発で生まれ変わった街、東京・下北沢を探索! - 古着屋ならぬ古樹屋で目からウロコの取り組み! 余りモノは隣のお店に!? 絶品グルメ巡りに大興奮! - NGT48                             | ヴァンゆん           | （2）飢餓をゼロに （9）産業と技術革新の基盤をつくろう （11）住み続けられる街づくりを （12）つくる責任 つかう責任         |
| 31 | 10月29日   | - 秋の行楽にオススメ! 登山者数世界一の東京・高尾山を探索! - 自然にグルメに…サスティナブル満載の登山を満喫! - SHELLY産休前最後の出演、神尾楓珠に（秘）宿題                        | バンダリ、でぃばば   | （15）陸の豊かさも守ろう                                                                                                 |
| 32 | 11月5日    | - 行楽の秋! 日光を大特集! - 東照宮だけじゃない! パワースポットだらけの世界遺産に絶品地産グルメ、さらに自給自足体験まで…知られざる名所を散策! - 新MC登場                          | 本田（康）、浦野     | （2）飢餓をゼロに （8）働きがいも経済成長も （11）住み続けられる街づくりを （15）陸の豊かさも守ろう                      |
| 33 | 11月12日   | - 串カツ&たこ焼き&お好み焼き…大阪の名物グルメがサスティナブルに! - もったいない精神から生まれたアイデア商品が続々! 神尾楓珠も挑戦! 家庭でできる（秘）レシピ                      | バンダリ、でぃばば   | （2）飢餓をゼロに （12）つくる責任 つかう責任                                                                            |
| 34 | 11月19日   | - 斬新なアイデアと行動力で世界を救う日本のZ世代を特集! - （1）チョコレートが好きで単身ガーナへ…貧困改善のため輸入ルートを確立 - （2）二酸化炭素がエネルギーに!?                  | ミチ、マーティン     | （2）飢餓をゼロに （8）働きがいも経済成長も （12）つくる責任 つかう責任                                                  |
| 35 | 11月26日   | - 本気DIYで自宅を改築!? 日本でスウェーデン流の生活を送るモデルに密着! - SDGs先進国ならではの工夫が続々! サスティナブルな新スポーツ&絶品グルメも!                                 | もーりー、しゅーと   | （15）陸の豊かさも守ろう                                                                                                 |
| 36 | 12月3日    | - 土も重機もいらない!? 都内で新しいカタチの農業を行う2人の女性を訪問! - 女優・小林涼子がビルの屋上で本気農業! - 土足厳禁! イメージを覆す（秘）農法に仰天!                        | 村重、矢吹           | （2）飢餓をゼロに （8）働きがいも経済成長も （12）つくる責任 つかう責任 （15）陸の豊かさも守ろう                         |
| 37 | 12月10日   | - 世界が注目! ゴミゼロを目指す奇跡の町・徳島県上勝町を探索! - リサイクル率は驚異の80%超え! ゴミの分別を学ぶ巨大施設にサスティナブル満載のホテル&カフェ                           | バンダリ、でぃばば   | （12）つくる責任 つかう責任 （15）陸の豊かさも守ろう                                                                     |
| 38 | 12月17日   | - クリスマス直前!超幻想的なイルミネーションスポットをINIがリポート! - すてられる〇〇が電力に!? 巨大サスティなツリーの前で（秘）胸キュン動画を撮影!                               | 池崎、松田           | （7）エネルギーをみんなに、そしてクリーンに （12）つくる責任 つかう責任                                                  |
| 39 | 12月24日   | - サスティナブル満載のクリスマスパーティー開催! - 映えも完璧! 地球に優しい（秘）ディナーに、意外な食材で作る絶品ケーキレシピ! - サスティなギフトでプレゼント交換                 | （なし）             | （2）飢餓をゼロに （12）つくる責任 つかう責任                                                                            |
| 40 | 12月31日   | - グルメに旅プランにアクティビティーに… - これまで紹介したサスティな情報の中から倉科カナ&神尾楓珠がもう一度紹介したいお得情報を厳選! - SHELLY近況報告                            | （なし 総集編）      | |

### 2023年
| 回 | 初回放送日 | テーマ | レポーター                               | SDGsにおけるゴール番号・テーマ                                           |
| -- | ---------- | --- | ---------------------------------------- | ------------------------------------------------------------------------ |
| 41 | 1月7日     | - お正月太りが気になるあなたへ! 体にも地球にも優しいプラネタリーヘルスダイエットのススメ! - 簡単レシピで食事改善&暗闇ジムが展開する新フィットネス&（秘）寝具 | 須田、北野                               | （2）飢餓をゼロに （3）すべての人に健康と福祉を （15）陸の豊かさも守ろう |
| 42 | 1月14日    | - 高騰する電気代を大幅カット! 環境先進国ドイツで生まれた超省エネ住宅とは? - 昔ながらの団地が人気物件に…その秘密に一同騒然! 木・鉄・コンクリートに次ぐ素材    | 西山、西野                               | （12）つくる責任 つかう責任 （15）陸の豊かさも守ろう                     |
| 43 | 1月21日    | | 浦野、佐野（文）                         |                                                                          |
| 44 | 1月28日    | | パパラピーズ                             |                                                                          |
| 45 | 2月4日     | |                                          |                                                                          |
| 46 | 2月11日    | | 栗田、四谷                               |                                                                          |
| 47 | 2月18日    | | 龍、後藤（拓）                           |                                                                          |
| 48 | 2月25日    | | ノッチ夫妻                               |                                                                          |
| 49 | 3月4日     | | ゆん、ミチ                               |                                                                          |
| 50 | 3月11日    | | 国本、村重                               |                                                                          |
| 51 | 3月18日    | | ゆうちゃみ、ゆいちゃみ                   |                                                                          |
| 52 | 3月25日    | | もも                                     |                                                                          |
| 53 | 4月1日     | | パパラピーズ                             |                                                                          |
| 54 | 4月8日     | | 浦野、中川                               |                                                                          |
| 55 | 4月15日    | | からし蓮根                               |                                                                          |
| 56 | 4月22日    | | 中島、木村                               |                                                                          |
| 57 | 4月29日    | | 大平、木全                               |                                                                          |
| 58 | 5月6日     | | ノッチファミリー                         |                                                                          |
| 59 | 5月13日    | | 野々村、村重                             |                                                                          |
| 60 | 5月20日    | | 男性ブランコ                             |                                                                          |
| 61 | 5月27日    | | 辻本、本田（剛）                         |                                                                          |
| 62 | 6月3日     | | 後藤（威）、許                           |                                                                          |
| 63 | 6月10日    | | 太田、近藤                               |                                                                          |
| 64 | 6月17日    | | 本田（康）、浦野                         |                                                                          |
| 65 | 6月24日    | | 小森、中務                               |                                                                          |
| 66 | 7月1日     | | パパラピーズ                             |                                                                          |
| 67 | 7月8日     | | 辻本、本田（剛）                         |                                                                          |
| 68 | 7月15日    | | 河野、鶴房                               |                                                                          |
| 69 | 7月22日    | | マサヒロ、アロハ                         |                                                                          |
| 70 | 7月29日    | | マシンガンズ                             |                                                                          |
| 71 | 8月5日     | | ゆん、森                                 |                                                                          |
| 72 | 8月12日    | | モグライダー                             |                                                                          |
| 73 | 8月19日    | | 本田（望）、本田（紗）                   |                                                                          |
| 74 | 8月26日    | | 神尾、萩原                               |                                                                          |
| 75 | 9月2日     | | 佐藤、中島                               |                                                                          |
| 76 | 9月9日     | | JOY、わたなべ                            |                                                                          |
| 77 | 9月16日    | | ハシヤスメ、松平                         |                                                                          |
| 78 | 9月23日    | - MCロケSP前半戦! | MC3人、綱                                |                                                                          |
| 79 | 9月30日    | - MCロケSP後半戦! | MC3人、綱                                |                                                                          |
| 80 | 10月7日    | | 本並、丸山                               |                                                                          |
| 81 | 10月14日   | | 許、髙塚                                 |                                                                          |
| 82 | 10月21日   | | 陣、山本                                 |                                                                          |
| 83 | 10月28日   | | 栗田、四谷                               |                                                                          |
| 84 | 11月4日    | | ノッチファミリー                         |                                                                          |
| 85 | 11月11日   | | 河田、上村                               |                                                                          |
| 86 | 11月18日   | | 浦野、佐野（文）                         |                                                                          |
| 87 | 11月25日   | | 山口、ギャル曽根                         |                                                                          |
| 88 | 12月2日    | | 佐藤、瀬口                               |                                                                          |
| 89 | 12月9日    | | 新内、松村                               |                                                                          |
| 90 | 12月16日   | | 木全、鶴房                               |                                                                          |
| 91 | 12月23日   | | マシンガンズ、マシンガンズ滝沢ファミリー |                                                                          |

### 2024年
| 回  | 初回放送日 | テーマ                               | レポーター                                               | SDGsにおけるゴール番号・テーマ |
| --- | ---------- | ------------------------------------ | -------------------------------------------------------- | ------------------------------ |
| 92  | 1月6日     |                                      | パパラピーズ                                             |                                |
| 93  | 1月13日    |                                      | 小倉、村重                                               |                                |
| 94  | 1月20日    |                                      | 許、田島                                                 |                                |
| 95  | 1月27日    |                                      | ネルソンズ                                               |                                |
| 96  | 2月3日     |                                      | リョウガ、ユーキ                                         |                                |
| 97  | 2月10日    |                                      | 砂田、日髙                                               |                                |
| 98  | 2月17日    |                                      | 中川、浦野                                               |                                |
| 99  | 2月24日    |                                      | ママタルト                                               |                                |
| 100 | 3月2日     | 放送100回記念!感謝のリユースリレーSP | ノッチ夫妻 マシンガンズ 小森、村重 佐藤、中島 浦野、中川 |                                |
| 101 | 3月9日     |                                      | 川谷・野々村ファミリー                                   |                                |
| 102 | 3月16日    |                                      | 松村、キンタロー。                                       |                                |
| 103 | 3月23日    |                                      | タイムマシーン3号                                        |                                |
| 104 | 3月30日    |                                      | 天野、雛形                                               |                                |
| 105 | 4月6日     |                                      | 澤本、堀                                                 |                                |
| 106 | 4月13日    |                                      | 原口ファミリー                                           |                                |
| 107 | 4月20日    |                                      | 許、後藤                                                 |                                |
| 108 | 4月27日    |                                      | 四谷、栗田                                               |                                |
| 109 | 5月4日     |                                      | ノッチファミリー                                         |                                |
| 110 | 5月11日    |                                      | JOY、わたなべ                                            |                                |
| 111 | 5月18日    |                                      | 本田（康）、佐野（文）                                   |                                |
| 112 | 5月25日    |                                      | 小森、中務                                               |                                |
| 113 | 6月1日     |                                      | 村重、キンタロー。                                       |                                |
| 114 | 6月8日     |                                      | 中島、堀                                                 |                                |
| 115 | 6月15日    |                                      | 吉田、曽野                                               |                                |
| 116 | 6月22日    |                                      | 天野、雛形                                               |                                |
| 117 | 6月29日    |                                      | タカシ、アロハ                                           |                                |
| 118 | 7月6日     |                                      | タイムマシーン3号                                        |                                |
| 119 | 7月13日    |                                      | 中島、瀬口                                               |                                |
| 120 | 7月20日    |                                      | 川西、金城                                               |                                |
| 121 | 7月27日    |                                      | ノッチファミリー                                         |                                |
| 122 | 8月3日     |                                      | 砂田、加納                                               |                                |
| 123 | 8月10日    |                                      | 神尾、萩原、三浦                                         |                                |
| 124 | 8月17日    |                                      | 神尾、萩原、三浦                                         |                                |
| 125 | 8月24日    |                                      | 小森、数原                                               |                                |
| 126 | 8月31日    |                                      | 浦野、本田（康）                                         |                                |
| 127 | 9月7日     |                                      | マシンガンズ                                             |                                |
| 128 | 9月14日    |                                      | 天野、雛形                                               |                                |
| 129 | 9月21日    |                                      | 中西、高田                                               |                                |
| 130 | 9月28日    |                                      | タイムマシーン3号                                        |                                |
| 131 | 10月5日    |                                      | 佐藤、堀                                                 |                                |
| 132 | 10月12日   |                                      | 四谷、栗田                                               |                                |
| 133 | 10月19日   |                                      | 曽野、塩﨑                                               |                                |
| 134 | 11月2日    |                                      | ネルソンズ                                               |                                |
| 135 | 11月9日    |                                      | カイ、タカシ                                             |                                |
| 136 | 11月16日   |                                      | 天野、雛形                                               |                                |
| 137 | 11月23日   |                                      | 本田（康）、佐野（文）                                   |                                |
| 138 | 11月30日   |                                      | 佐藤、世界                                               |                                |
| 139 | 12月7日    |                                      | マシンガンズ、マシンガンズ滝沢ファミリー                 |                                |
| 140 | 12月14日   |                                      | 中西、高田                                               |                                |
| 141 | 12月21日   |                                      | 小森、中務                                               |                                |
| 142 | 12月28日   | サスティなグルメ大賞2024             | （なし、総集編）                                         |                                |

### 2025年
| 回  | 初回放送日 | テーマ                                  | レポーター       | SDGsにおけるゴール番号・テーマ |
| --- | ---------- | --------------------------------------- | ---------------- | ------------------------------ |
| 143 | 1月4日     |                                         | 金子、すがちゃん |                                |
| 144 | 1月11日    |                                         | ネルソンズ       |                                |
| 145 | 1月18日    |                                         | 吉田、曽野       |                                |
| 146 | 1月25日    |                                         | 完熟フレッシュ   |                                |
| 147 | 2月1日     |                                         | 四谷、栗田       |                                |
| 148 | 2月8日     |                                         | アロハ、シューヤ |                                |
| 149 | 2月15日    |                                         | 澤本、佐藤       |                                |
| 150 | 2月22日    |                                         | 本田（康）、浦野 |                                |
| 151 | 3月1日     |                                         | パパラピーズ     |                                |
| 152 | 3月8日     |                                         | ネルソンズ       |                                |
| 153 | 3月15日    |                                         | 片寄、小森       |                                |
| 154 | 3月22日    | サスティな!リポーター大賞               | （なし、総集編） |                                |
| 155 | 3月29日    | もう一度紹介したいサスティなランキング! | （なし、総集編） |                                |

## スタッフ
- ナレーター：斉藤舞子（フジテレビアナウンサー、2024年11月-）
- 企画：福山晋司、日高峻
- 構成：たむらようこ、西村隆志、安田聡太
- TD：若林茂人
- AUD：石渡啓太
- CAM：斎田侑斗(人)、古俣智則、片平哲也【週替り】
- VE︰須藤雅則、田中昭博【週替り】
- LD：黒井宏行、須藤淳、萩原勝大、谷口明美【週替り】
- CG：大森清一郎、西山由夏
- TK：TBG
- 音効：斉藤信之
- 編集：宮田功太郎
- MA：高良玄
- 美術プロデューサー：吉良久仁子
- デザイン：齋田崇史
- 美術進行：鈴木真吾
- 大道具：小池真穂
- アクリル装飾：堀内重彰
- 幕装飾：山崎涼佳
- 技術協力：fmt、IMAGICA Lab.、バンエイト、東京オフラインセンター【毎週】／福井テレビ開発、Azabu Plaza、NNE西日本映像、OHKエンタープライズ、広島テレビ技術、映像バンク、PROCENSTUDlO、放送技術社、ティ・ピー・ブレーン【週替り】
- 美術協力：フジアール
- 衣装協力：モリエ
- 協力：FNS加盟各局（別記ネット局一覧参照）【週替り】、Drop【不定期】
- 広報：川端健嗣
- リサーチ：ベイビー・プラネット、角田さち代
- 監修：玉木巧
- AD：早乙女亜弥、平野碧、目代将人、小田切李緒、中西大登、清藤舞、山田未也、前島千寿、萩森彩華、鷲見記一、菊田華暖、菅原健太郎、伊勢央、野口遼、太田優衣、竹内宏輝【週替り】（萩森→一時離脱→復帰）
- AP：平山璃菜【毎週】、亀松ゆき子、大川楓華、牛久卓也【週替り】
- ディレクター：入口拓矢、宇都竜太、内藤麻衣子、岸岡亮、宮松慶旭、豊岡隆一、早川和孝、長崎玲史、瀬戸亘、澤田親宏、河内大将、吉川理美、海老澤和也、田崎万紀子、岡本裕太、川島達樹、丸本大輔、吉野達希、寺尾康佑、小久保麻里、橋田裕元、佐々木博基、伊藤雄太、山田正、小林正純、佐久間隆太、茂木法良、高橋修二、金城桃子、碇真人、轟千恵子、平岡諒、吉田勉、小寺瑛里子【週替り】（入口→以前は毎週、小寺→以前はAD）
- 演出：瀧澤卓
- プロデューサー：望月靖子、松原里依【毎週】、今村奈津紀、大川泰、増村紀男、高橋研、宮本勝寿、大波多洋貴、小泉頼夫、内藤三保子【週替り】
- 制作協力：FCC【毎週】、TOURO、すくらむ株式会社、LOGlC、K&TZ、クリーク・アンド・リバー社、トスプランニング【週替り】
- 制作著作：フジテレビ

### 過去のスタッフ
- 企画：鈴木康平
- ナレーター：西村梨央、松嶌杏実（松嶌→2023年4月8日）、宮内倖羽（宮内→2023年5月6日-）、中尾衣里（中尾→2024年4月-）
- CAM：浜島一雄
- 大道具：笹木優希
- 幕装飾：中川祐花
- 広報：守田美穂、北村桃子、竹田恵理子
- AD：幸徳夏澄、浅野愛恵【毎週】
- プロデューサー：三井静香

## ネット局
| 放送対象地域   | 放送局                    | 系列                                         | 放送時間           | ネット状況   |
| -------------- | ------------------------- | -------------------------------------------- | ------------------ | ------------ |
| 関東広域圏     | フジテレビ（CX）          | フジテレビ系列                               | 土曜 9:55 - 10:25  | 制作局       |
| 北海道         | 北海道文化放送（uhb）     | フジテレビ系列                               | 土曜 9:55 - 10:25  | 同時ネット   |
| 岩手県         | 岩手めんこいテレビ（mit） | フジテレビ系列                               | 土曜 9:55 - 10:25  | 同時ネット   |
| 宮城県         | 仙台放送（OX）            | フジテレビ系列                               | 土曜 9:55 - 10:25  | 同時ネット   |
| 秋田県         | 秋田テレビ（AKT）         | フジテレビ系列                               | 土曜 9:55 - 10:25  | 同時ネット   |
| 山形県         | さくらんぼテレビ（SAY）   | フジテレビ系列                               | 土曜 9:55 - 10:25  | 同時ネット   |
| 福島県         | 福島テレビ（FTV）         | フジテレビ系列                               | 土曜 9:55 - 10:25  | 同時ネット   |
| 新潟県         | NST新潟総合テレビ（NST）  | フジテレビ系列                               | 土曜 9:55 - 10:25  | 同時ネット   |
| 長野県         | 長野放送（NBS）           | フジテレビ系列                               | 土曜 9:55 - 10:25  | 同時ネット   |
| 静岡県         | テレビ静岡（SUT）         | フジテレビ系列                               | 土曜 9:55 - 10:25  | 同時ネット   |
| 富山県         | 富山テレビ（BBT）         | フジテレビ系列                               | 土曜 9:55 - 10:25  | 同時ネット   |
| 石川県         | 石川テレビ（ITC）         | フジテレビ系列                               | 土曜 9:55 - 10:25  | 同時ネット   |
| 福井県         | 福井テレビ（FTB）         | フジテレビ系列                               | 土曜 9:55 - 10:25  | 同時ネット   |
| 中京広域圏     | 東海テレビ（THK）         | フジテレビ系列                               | 土曜 9:55 - 10:25  | 同時ネット   |
| 近畿広域圏     | 関西テレビ（KTV）         | フジテレビ系列                               | 土曜 9:55 - 10:25  | 同時ネット   |
| 島根県・鳥取県 | さんいん中央テレビ（TSK） | フジテレビ系列                               | 土曜 9:55 - 10:25  | 同時ネット   |
| 岡山県・香川県 | 岡山放送（OHK）           | フジテレビ系列                               | 土曜 9:55 - 10:25  | 同時ネット   |
| 広島県         | テレビ新広島（tss）       | フジテレビ系列                               | 土曜 9:55 - 10:25  | 同時ネット   |
| 愛媛県         | テレビ愛媛（EBC）         | フジテレビ系列                               | 土曜 9:55 - 10:25  | 同時ネット   |
| 高知県         | 高知さんさんテレビ（KSS） | フジテレビ系列                               | 土曜 9:55 - 10:25  | 同時ネット   |
| 福岡県         | テレビ西日本（TNC）       | フジテレビ系列                               | 土曜 9:55 - 10:25  | 同時ネット   |
| 佐賀県         | サガテレビ（STS）         | フジテレビ系列                               | 土曜 9:55 - 10:25  | 同時ネット   |
| 長崎県         | テレビ長崎（KTN）         | フジテレビ系列                               | 土曜 9:55 - 10:25  | 同時ネット   |
| 熊本県         | テレビくまもと（TKU）     | フジテレビ系列                               | 土曜 9:55 - 10:25  | 同時ネット   |
| 鹿児島県       | 鹿児島テレビ（KTS）       | フジテレビ系列                               | 土曜 9:55 - 10:25  | 同時ネット   |
| 沖縄県         | 沖縄テレビ（OTV）         | フジテレビ系列                               | 土曜 9:55 - 10:25  | 同時ネット   |
| 宮崎県         | テレビ宮崎（UMK）         | フジテレビ系列 日本テレビ系列 テレビ朝日系列 | 土曜 9:55 - 10:25  | 同時ネット   |
| 大分県         | テレビ大分（TOS）         | 日本テレビ系列 フジテレビ系列                | 土曜 17:00 - 17:30 | 7時間5分遅れ |

### 過去のネット局
- テレビ山口（tys・TBS系列） - 2022年10月1日から土曜 7:00 - 7:30に放送されていたが、2023年3月25日打ち切り[注釈 12]。